# 區大樞
區大樞（？—？），字用環，廣東肇庆府高明縣人。明朝政治人物。

## 生平
父區益，弟區大相、區大倫，同登萬曆十七年己丑科進士。大樞嗜學博古，萬曆元年（1573年）與弟大相同舉癸酉科舉人，謁選得郡丞，不就。趙蘭谿作相，辟内阁中书，亦不就。晚年令安远县，爱民洁己，转岳州通判，督饷九永，清净不扰，一如治安远。数月卒于官，故里所携囊不嬴一钱。性喜佳山水，两附叔弟大相使车，多题詠，有《振雅堂》、《廉江稿》、《岳阳稿》若干编，爲岭南文献。

## 家族
曾祖區政。祖區琳，生員。父區益，字叔謙，嘉靖庚子舉人，官溫州府同知。弟區大相、區大倫。